# Primeiro-ministro do Brunei
O primeiro-ministro de Brunei é o chefe de governo de Brunei. Simultaneamente, o título é detido pelo Sultão de Brunei, que também é o chefe de Estado do país. Como primeiro-ministro , o sultão é chefe do gabinete ministerial e do Conselho Legislativo de Brunei.
Desde 1 de janeiro de 1984 que o cargo de primeiro-ministro é ocupado pelo sultão Hassanal Bolkiah.